# Myths, Legends and Other Amazing Adventures Vol. 2
Myths, Legends and Other Amazing Adventures Vol. 2 é uma compilação da banda The Aquabats, lançado em 7 de novembro de 2000.
O disco contém outtkes, b-sides e faixas não lançadas do álbum anterior, The Aquabats vs. the Floating Eye of Death!

## Faixas
Todas as faixas escritas por The Aquabats.
1. "Robot Theme Song" — 1:05
2. "Hey Luno" — 2:48
3. "Pool Party" — 4:15
4. "Pizza Day" — 4:04
5. "Dear Spike" — 4:04
6. "I Fell Asleep on my Arm" — 4:02
7. "Radiation Song" — 3:23
8. "Adventure Today" — 2:55
9. "The Baker" — 3:47
10. "Danger Woman" — 3:43
11. "Worms Make Dirt" — 2:50
12. "Sandy Face" — 2:58
13. "The Wild Sea" — 5:48

## Créditos
- The MC Bat Commander — Vocal
- Prince Adam — Guitarra, sintetizadores, trompete
- Jimmy The Robot — Teclados
- Crash McLarson — Baixo
- Doctor Rock (Gabe Palmer) — bateria
- Catboy — Trompete
- The Mysterious Kyu — Guitarra
- Chainsaw, The Prince of Karate — Guitarra